# Hold Me
Hold Me – anglojęzyczny utwór wykonany przez Fərida Məmmadova, który reprezentował Azerbejdżan podczas 58. Konkursu Piosenki Eurowizji w 2013 roku w szwedzkim Malmö.

## Historia utworu

### Produkcja
Autorem ballady jest grecki kompozytor Dimitris Kondopulos. Tekst napisali John Ballard i Ralph Charlie. 2 maja opublikowano tureckojęzyczną wersję utworu – „Bana Dönsen”.

### Konkurs Piosenki Eurowizji 2013
15 marca 2013 roku Məmmədov wykonał utwór „Hold Me” podczas finału azerskich selekcji do 58. Konkursu Piosenki Eurowizji, które ostatecznie wygrał. 16 maja wokalista zaprezentował singiel jako czwarty w kolejności podczas drugiego półfinału konkursu. Singel awansował do finału z pierwszego miejsca z wynikiem 139 punktów. W sobotnim wielkim finale zdobył 234 punkty, które przełożyły się na zajęcie drugiego miejsca w ogólnej klasyfikacji.